# Scala Barcelona
Scala Barcelona fou un restaurant-espectacle i sala de festes emblemàtica de Barcelona, situada al xamfrà entre el carrer del Consell de Cent i el Passeig de Sant Joan, al mateix indret de l'anterior Cine Fregoli.

## Història
Obrí portes a inicis dels anys 1970 i tingué un gran renom a la vida barcelonina d'aquella època. Regentant pels germans Antoni i Ramon Riba, compaginava una restauració de qualitat amb espectacles en directe, sovint propers al gènere de la revista, i també actuacions de figures de la cançó lleugera i de la música. El 15 de gener del 1978, el local va sofrir un incendi provocat de considerable magnitud, que va deixar l'edifici reduït a una pila de runa i cendra i va causar la mort de quatre treballadors. Als anys 1980, va ser reconstruït i va tornar a funcionar durant prop d'una dècada.
Tot i que atribuït per la policia i la premsa a militants de la Confederació Nacional del Treball (CNT), que aplegava 300.000 afiliats, immediatament després dels fets, els historiadors tendeixen devers la hipòtesi d'un atac concebut i guiat per les instàncies de l'Estat espanyol com a colofó de la guerra bruta postfranquista contra l'anarquisme.
Paral·lelament, la CNT va perdre pes en el món laboral al no concórrer a les eleccions sindicals i el 1979 van sorgir tensions d'arrel diversa, especialment entre defensors i detractors d'anar als comicis sindicals. El resultat va ser l'escissió dels primers, que va originar la futura Confederació General del Treball (CGT).

## Cas Scala
Durant el matí d'aquell diumenge es va celebrar una manifestació de quinze mil persones convocada per la CNT que va recórrer l'avinguda del Paral·lel fins a la plaça Espanya. Els cenetistes, que venien de reunir el juliol de l'any anterior 100.000 persones a Montjuïc en un míting amb la intervenció de Frederica Montseny i d'unes Jornades Llibertàries Internacionals celebrades al Parc Güell n'haurien atret 600.000. s'oposaven als Pactes de la Moncloa en considerar-los un pacte social entre les forces polítiques i els sindicats CCOO i UGT que perjudicava la classe obrera. Acabada la manifestació, cap a un quart de dues del migdia, un grup de joves llençà diversos còctels molotov contra l'interior de Scala Barcelona, fet que va provocar l'incendi. L'edifici de set plantes que aixoplugava el local d'espectacles s'esfondrà. Quatre treballadors de la mateixa empresa que gestionava la sala de festes (Ramón Egea, Juan López, Diego Montoro i Bernabé Bravo, tots quatre militants de la CNT) no varen poder escapolir-se de les flames i varen morir. Les pèrdues foren valorades en 489 milions de pessetes, i 174 treballadors es quedaren sense feina.
L'endemà mateix de l'incident la policia va fer pública una nota informativa i a través del Ministeri de la Governació atribuïa a membres del sindicat CNT la responsabilitat i l'autoria de l'acció terrorista, tot informant de la detenció dels presumptes culpables. La premsa publicava titulars com «Fueron los anarquistas» i Televisió Espanyola difonia la notícia emetent imatges de l'incendi amb la bandera de la CNT de fons. La detenció dels sospitosos es produí la mateixa tarda seus domicilis en una inversemblant operació policial. Es van difondre als mitjans les fotos dels presumptes autors del llançament dels còctels Molotov i els detinguts van passar gairebé tres anys en situació de presó preventiva.

### Primer judici
La vista del cas Scala tingué lloc el desembre de 1980. Els advocats defensors, Josep Maria Loperena, Marc Palmés, Lluís Krauel i Mateu Seguí, varen sol·licitar que el ministre de Governació, Rodolfo Martín Villa, comparegués a declarar però no ho va fer. La posició de la defensa apuntava cap a un muntatge policial orquestrat mitjançant confidents infiltrats al sindicat CNT amb l'objectiu de desacreditar el sindicat davant els treballadors i així evitar la seva progressió a Catalunya.
Després d'un judici «ple d'irregularitats i d'incoherències», la sentència va condemnar José Cuevas, Javier Cañadas i Arturo Palma a disset anys de presó com a autors d'un delicte d'homicidi involuntari i per fabricació d'explosius. Luis Muñoz fou condemnat a dos anys i sis mesos per complicitat i Rosa López, a cinc mesos per encobriment. El recurs presentat pels defensors, per trencament de forma i denegació de proves per la no compareixença de Martín Villa a la vista, fou desestimat pel Tribunal Suprem espanyol.

### Segon judici
Amb el pas dels anys es va anar descobrint el paper cabdal i decisiu que Joaquín Gambín, confident de la policia infiltrat en la CNT per dirigir l'atemptat, havia jugat en aquest afer. Gambín va ser reclutat per la cèl·lula paramilitar conduïda per José Maria Tejada de la Brigada d'Informació. La pressió de la premsa sobre la policia i la seva absència en la vista del cas, van aixecar la sospita sobre les veritables causes d'aquell atemptat i, fins i tot, provocaren desavinences manifestes entre el Ministeri Fiscal i alguns membres de la judicatura. Finalment, a finals de 1981, va ser detingut per la policia després d'un tiroteig a València. El cas Scala tornava a obrir-se.
La segona vista tingué lloc al desembre de 1983, amb només un acusat: Joaquín Gambín. La sentència el va condemnar a set anys per anar a una manifestació amb armes i preparar explosius.

### Un cas sempre obert?
Més de trenta anys després dels fets, queda un cas «ple de clarobscurs». La majoria del material d'arxiu encara no és accessible als investigadors. Nogensmenys, segons l'historiador Jesús Sánchez Tenedor, moltes qüestions queden obertes i en la versió oficial dels fets es van escamotejar uns elements crucials: la detenció ràpida dels presumptes autors, el fet que els bombers van trobar traces de fòsfor al costat contrari de l'impacte dels còctels molotov; tot just abans de l'atemptat, la unitat mòbil de RTVE, que preparava la transmissió de l'espectacle de la Scala del vespre, va retirar-se i el fet que l'edifici va enderrocar-se ràpidament, sense inspecció criminalista. L'efecte de la versió oficial era desastrós per al moviment llibertari. Aquestes qüestions i la implicació d'un infiltrat de la policia en l'incident fan concloure al periodista Pepe Ribas que molt probablement va ser un acte de terrorisme d'estat.

## En la cultura
El 2011 l'escriptor Cesc Martínez va debutar amb una novel·la, Opi i sardines, un fals thriller inspirat en el cas Scala.